# Fernando Romay Pereiro
Fernando Romay Pereiro (La Corunya, 1959) és un exjugador de bàsquet gallec, guanyador d'una medalla olímpica.

## Biografia
Va néixer el 23 de setembre de 1959 a la ciutat de La Corunya (Galícia).

## Carrera esportiva

### A nivell de clubs
| Anys      | Club           | Lliga                      |
| --------- | -------------- | -------------------------- |
| 1979-1983 | Reial Madrid   | Lliga espanyola de bàsquet |
| 1983-1993 | Reial Madrid   | Lliga ACB                  |
| 1993-1994 | OAR Ferrol     | Lliga ACB                  |
| 1995-1996 | Amway Zaragoza | Lliga ACB                  |

Amb el Reial Madrid va aconseguir guanyar:
- 7 Lligues espanyoles/Lligues ACB: 1976-77, 1978/79, 1979-80, 1983-84, 1984-85, 1985-86 i 1992-93
- 5 Copes del Rei: 1976-77, 1984-85, 1985-86, 1988-89 i 1992-93
- 2 Copes d'Europa: 1978 i 1980
- 3 Recopes d'Europa: 1984, 1989 i 1992
- 1 Copa Korac: 1988
- 2 Copes Intercontinentals: 1977, 1978 i 1981

Tot i que les seves estadístiques, sobretot quant a punts, acostumaven a ser discretes i els entrenadors valoraven sobretot els seus "intangibles" defensius, Romay va aconseguir algunes grans fites d'anotació i va ser decisiu en alguns campionats a finals de la dècada de 1980, com va succeir, per exemple, en la final de la Copa Korac de 1988 contra la Zibona de Zagreb, capitanejada per Drazen Petrovic.

### Amb la selecció nacional
Va participar, als 20 anys, en els Jocs Olímpics d'Estiu de 1980 realitzats a Moscou (Unió Soviètica), on aconseguí guanyar amb la selecció espanyola de bàsquet un diploma olímpic en finalitzar quart en la competició masculina. En els Jocs Olímpics d'Estiu de 1984 realitzats a Los Angeles (Estats Units) aconseguí guanyar la medalla de plata.
Al llarg de la seva carrera va aconseguir una medalla de plata al Campionat d'Europa de bàsquet masculí.

### Futbol americà
Va formar part de l'equip de futbol americà Madrid Panteras, que l'any 1996 guanyà el títol de lliga espanyola al vèncer el Vilafranca Eagles a l'estadi de la Peineta per 21-17. Romay no jugà la final però per la seva pertinença a l'equip es convertí en aquell moment en el primer esportista espanyol d'elit en aconseguir dos títols de lliga en dues disciplines diferents.

## Televisió
En finalitzar la seva etapa activa en el món de bàsquet passà a col·laborar en diferents programes de televisió, presentant el programa Noche, noche a Antena 3 l'any 1993 i posteriorment va esdevenir comentarista de bàsquet a Televisió Espanyola (TVE).